# Goleń (województwo warmińsko-mazurskie)
Goleń (niem. Gollingen) – wieś w Polsce położona w województwie warmińsko-mazurskim, w powiecie mrągowskim, w gminie Piecki.
W latach 1975–1998 miejscowość administracyjnie należała do województwa olsztyńskiego.
W 2011 miejscowość zamieszkiwało 112 osób, w 2012 – 114, a w 2013 – 113.